# 荒牧佑輔
荒牧 佑輔（あらまき ゆうすけ、1988年12月1日 - ）は、日本の元ラグビーユニオン選手。

## 略歴
福岡県出身。5歳からラグビーを始めた。
2007年、小倉高校卒業後、関東学院大学に入る。
2009年7月、7人制日本代表として第8回ワールドゲームセブンズ2009（高雄大会）に出場。
2011年、関東学院大学卒業後、九州電力キューデンヴォルテクスに加入。同年9月10日に行われたトップキュウシュウ第1節の三菱重工長崎戦に先発出場で公式戦初出場を果たす。
2011年11月、7人制日本代表としてセブンズワールドシリーズ（オーストラリア大会）に出場。2012年10月、セブンズワールドシリーズ（ムンバイ大会）に出場。同年12月に第6回ワールドカップセブンズアジア地区予選に出場。
2025年6月、九州電力キューデンヴォルテクスを退団し、選手引退した。